# Asociación de Bibliotecarios de la Iglesia en España
La Asociación de Bibliotecarios de la Iglesia en España (ABIE) es una asociación canónica pública de ámbito español, sin ánimo de lucro, erigida el 1993 por la Conferencia Episcopal Española, para la defensa, conservación y difusión del patrimonio bibliográfico de la Iglesia. Previamente, en 1969, 1972 y 1985 tuvieron lugar tres intentos para agrupar a los bibliotecarios eclesiásticos españoles, tal y cómo ya se hacía con los archiveros eclesiásticos desde el año 1969. Estos intentos acabaron fructificando gracias al impulso de Josep Maria Martí Bonet, que en 1991 convocó hasta 75 directores de bibliotecas eclesiásticas. A la convocatoria asistieron tan solo 15, pero estos se establecieron en Comisión Gestora, con el encargo de constituir la futura Asociación. Así, el 9 de abril de 1993 tuvo lugar en el Seminario Conciliar de Madrid la Asamblea Constituyente de la Asociación, aunque sus estatutos no fueron aprobados por la Conferencia Episcopal Española hasta el 19 de noviembre de 1993. El primer presidente de la asociación fue Alfonso de la Fuente, mientras que y Carlos García Andrade fue nombrado secretario.
ABIE es una de las 20 asociaciones y colegios profesionales miembros de la Federación Española de Sociedades de Archivística, Biblioteconomía, Documentación y Museística (FESABID) desde el 13 de diciembre de 2008. Así mismo, desde 1997, la Asociación también es miembro de BETH, Bibliotecas Europeas de Teología (Bibliothèques Européennes de Théologie en sus siglas en francés; European Theological Libraries en sus siglas en inglés). Actualmente ABIE cuenta con unos 60 socios.
Según el capítulo II, artículo 6.1 de sus estatutos, la asociación está formada por todas aquellas personas que acrediten tener un cargo estable de bibliotecario o auxiliar de biblioteca en cualquiera de las más de 300 bibliotecas (capitulares, diocesanas, parroquiales, episcopales, etc.) o centros de documentación eclesiásticos  de toda España.
Tiene como principales actividades la realización de cursos temáticos de formación para sus socios, y la celebración desde 2007 de unas Jornadas Técnicas, de periodicidad anual, que se han celebrado principalmente en Madrid, en la sede de la Conferencia Episcopal Española (2007-2012) y en la Universidad Eclesiástica San Dámaso (2013-2017). A partir de 2018 estas jornadas comienzan a realizarse en diferentes puntos de la geografía española, teniendo lugar en los últimos años en Córdoba (2018), Oviedo (2019), Salamanca (2020, esta última aplazada a 2022 debido a la pandemia ocasionada por el Covid'19), Barcelona (2023) y Teruel (2024). Estas Jornadas se han convertido en el principal y más importante punto de encuentro y de reunión de todos los profesionales y técnicos que gestionan las bibliotecas eclesiásticas, para el intercambio de opiniones, de experiencias y de puesta al día de conocimientos. Las Jornadas se organizan conjuntamente con la Comisión Episcopal para el Patrimonio Cultural de la Conferencia Episcopal Española.
El año 2010, junto con la Fundación Ignacio Larramendi, la ABIE convocó la primera edición del concurso "Buenas Prácticas Bibliotecarias", en la que resultó ganadora la Biblioteca del Colegio de San Gabriel de Madrid.